# Cathédrale Saint-Felim de Kilmore
Cette  cathédrale ne doit pas être confondue avec une autre cathédrale de Cavan.
La cathédrale Saint-Felim de Kilmore est une cathédrale protestante irlandaise.
Elle est le siège historique du diocèse de Kilmore, et est revenue à l’Église d’Irlande lors de la Réforme anglaise. Le diocèse anglican a fusionné avec celui d’Ardagh en 1839 puis avec celui d’Elphin en 1841 pour former l’actuel diocèse de Kilmore, Elphin et Ardagh.

## Localisation
Elle est située à environ 5,5 kilomètres de la ville de Cavan. Elle est située sur le bord de la route principale, qui relie Cavan à Crossdoney.

## Histoire
Le futur saint Felim (en), né à Breifne (en), est ermite à Kilmore au VIe siècle. Il fonde un monastère et la première église de Kilmore, et devient le premier évêque du diocèse. Le siège du diocèse est au départ appelé « Triburnia » (« Tir Briuin », pays des rois du Connaught).

### Salle paroissiale
L’actuelle salle paroissiale est en fait la première église cathédrale sur le lieu. Elle est construite au XVe siècle, et faite cathédrale en 1454 par l’évêque Aindrias Mac Brádaigh (Andrew McBrady, évêque de 1445 à 1455), sur l’autorisation du pape Nicolas V. Elle mesure 21 mètres sur sept.
Au cours du XVIIe siècle — soit après la Réforme anglaise qui a vu la cathédrale devenir anglicane —, l’évêque Thomas Moigne (1612/1613 – 1629) rénove l’édifice. Son successeur, l’évêque William Bedell (en), sera connu pour son travail de traduction de l’Ancien Testament en irlandais ; il siègera jusqu’à sa mort en 1642.
Cependant, la cathédrale vieillit et le nombre de paroissiens augmente. Elle est décrite lors d’une assemblée paroissiale, le 19 avril 1858, comme « défraichie, vétuste et trop petite pour contenter les paroissiens ». L’actuelle cathédrale est alors construite. Il est prévu de détruire l’ancien édifice, mais il est finalement conservé.

### Cathédrale
La nouvelle cathédrale est construite près du palais épiscopal, pour un coût s’élevant à 8 000 £. Elle est dessinée par l’architecte anglais William Slater. La première pierre est posée en été 1858 par Lady Farnham, en présence du deuxième évêque de Kilmore, Elphin et Ardagh : Marcus Gervais Beresford (1854 – 1863). Elle est achevée en 1860, mais le porche prévu n’est ajouté qu’en 1869.

## Architecture
La cathédrale est construite sur un plan cruciforme. Elle mesure 35 mètres de long. La nef fait 15,5 mètres de long pour sept mètres de large. Chaque collatéral mesure quatre mètres de large. Le chœur fait 10,5 mètres de profondeur.
Elle possède un transept, et au-dessus de sa croisée s’élève une tour centrale à base carrée qui possède un toit pyramidal. De l’extérieur, la tour fait 8,5 mètres de côté pour 30,5 mètres de haut ; à l’intérieur, seulement 17 mètres.
L’édifice est d’un style néogothique médiéval. Les matériaux utilisés sont d’origine locale : la pierre calcaire sombre était extraite à proximité, et les pierres plus claires utilisées en parement venaient de Dungannon.

## Sources
- (en) Cet article est partiellement ou en totalité issu de l’article de Wikipédia en anglais intitulé « St Fethlimidh's Cathedral, Kilmore » (voir la liste des auteurs).
- (en) La cathédrale de Kilmore sur un site régional